# Teofil Pop
Teofil Faust Dumitru Pop (n. 27 octombrie 1930, Peceiu — d. 2 decembrie 1998, București) a fost un jurist din România care a fost ministru al justiției (3 ianuarie 1990 – 28 iunie 1990) și președinte la Curtea Supremă de Justiție (20 iulie 1990 – 17 iunie 1992).

## Biografie
S-a născut pe 27 octombrie 1930 într-o famile de greco-catolici din Peceiu, Sălaj. A absolvit Liceul teoretic mixt nr. 1 din Zalău ca șef de promoție (1949), Facultatea de planificare din Institutul de Științe Economice și Planificare – Iași (1949–1952) și Facultatea de Drept din Universitatea „Constantin Ion Parhon” din București, secția științe juridice, cursuri fără frecvență (1957). A obținut titlul de doctor în drept al Universității din București în anul 1968. După absolvirea facultății de Drept a profesat avocatura fiind admis ca avocat în Biroul colectiv de asistență juridică, nr. 6 din București din Colegiul de Avocați al regiunii și Capitalei RPR (1958 – 1962); judecător la Tribunalul popular al raionului Urziceni (1962 – 1 aug. 1963) și la Tribunalul popular al raionului „1 Mai” din București (1 aug. – sept. 1963).
În anul 1964 a fost promovat în Ministerul Justiției unde a deținut următoarele funcții: 
- consilier juridic principal la Direcția tribunalelor civile și director în MJ (1 oct. 1963 – 1968). În această perioadă a îndeplinit cu succes sarcina de secretar al Comisiei de pentru elaborarea codurilor civil și de procedură civilă din Ministerul Justiției iar în decembrie 1968 a fost primit ca membru în Partidul Comunist Român.
- șef al Serviciului judiciar din Direcția tribunalelor civile (1 aug. 1969 – apr. 1971)
- director adjunct al Direcției de organizare și control din MJ și șef al Corpului de control al ministrului justiție (apr. 1971 – 1979)
- director al Direcției de studii, legislație și documentare din Ministerul Justiției (1979 – dec. 1989).

Din anul 1972 a fost lector la Institutul Central de Pregătire a Cadrelor de Conducere din Economie și Administrația de Stat de la Academia Ștefan Gheorghiu, unde a ținut lecții cursanților. De asemenea, în perioada 27 ianuarie – 27 noiembrie 1975 a absolvit cursul pentru perfecționarea pregătirii cadrelor din economie și administrația de stat, secția administrația de stat din cadrul Centrului de perfecționare a pregătirii cadrelor de conducere din economie și administrația de stat al Academiei „Ștefan Gheorghiu”.

Teofil Pop a fost numit ministru al justiției în guvernul Petre Roman prin Decretul nr. 15 al CFSN din 3 ianuarie 1990. După căderea lui Nicolae Ceaușescu, Casa Albă a trimis la București un specialist, în persoana ambasadorului SUA la Moscova Jack F. Matlock, Jr., pentru a evalua situația. În telegrama sa către Washington din 2 februarie 1990 (publicată în 2009 de WikiLeaks), Jack Matlock scria: 
| “ | "Ministrul justiției, Pop, ne-a vorbit mult despre obiectivele sale. Este în mod evident experimentat în ceea ce privește modul occidental de gândire juridică. A vorbit despre planurile de a adopta o nouă Constituție, care să garanteze drepturi individuale și o guvernare democratică. Ne-a mai spus despre intențiile sale de a stabili un sistem judiciar independent. Nu am avut impresia că ne oferă doar niște fraze bombastice. A părut hotărât și sincer." | ” |

Comisia Interdepartamentală pentru identificarea și recuperarea fondurilor deturnate din patrimonial statului de către Nicolae Ceaușescu și colaboratorii săi, constituită prin ordin guvernamental sub autoritatea Ministerului Justiției, coordonată de ministrul Teofil Pop, a început să lucreze pe 13 ianuarie 1990 și s-a dizolvat în iulie 1990.
În data de 23 mai 1990, Teofil Pop a fost „agresat cu lovituri de pumn și obiecte contondente în timp ce încerca, însoțit de Sever Georgescu, secretarul general al Guvernului, să intre în dialog cu greviștii foamei în Piața Universității”.
A fost președinte la Curtea Supremă de Justiție (20 iulie 1990 – 17 iunie 1992). De la data de 24 iunie 1992 a fost avocat în Baroul București și profesor la Universitatea Constantin Brâncuși din Târgu Jiu. De-a lungul timpului a publicat un număr de 100 de studii, articole și note în reviste de specialitate.